# Dendrobium catenatum
Dendrobium catenatum är en orkidéart som beskrevs av John Lindley. Dendrobium catenatum ingår i släktet Dendrobium, och familjen orkidéer. IUCN kategoriserar arten globalt som akut hotad. Inga underarter finns listade i Catalogue of Life.

## Bildgalleri

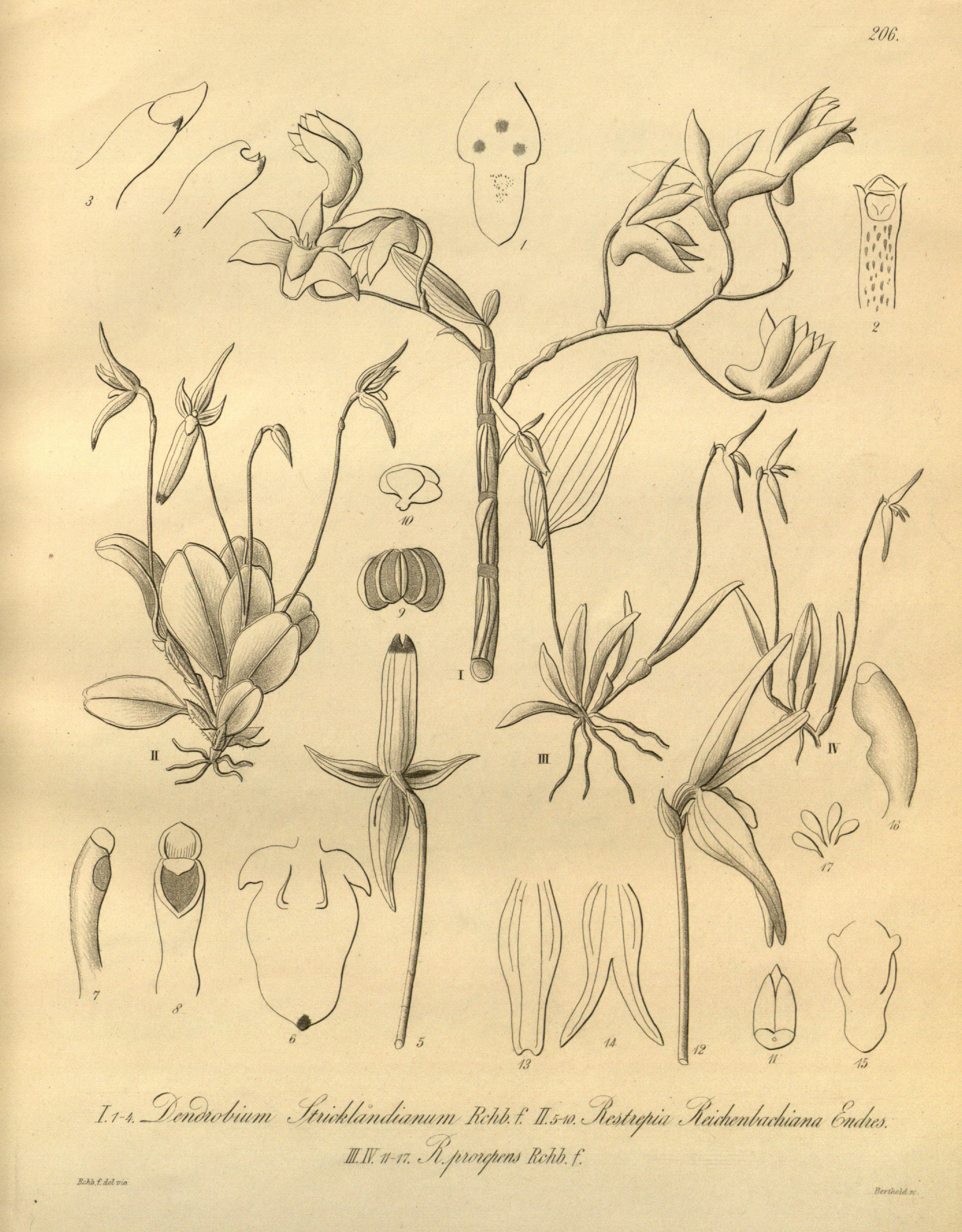